# The Oracle
The Oracle – piąty album studyjny zespołu Godsmack, wydany 4 maja 2010 roku w Stanach Zjednoczonych. Pierwszy singel promujący album nosi tytuł „Cryin’ Like a Bitch”, który został wydany 2 marca 2010 roku. Na stronie iTunes dostępne są również m.in. utwory „Love-Hate-Sex-Pain” i „What If”. Album w Polsce został wydany 7 maja 2010 roku.

## Lista utworów
1. „Cryin’ Like a Bitch” - 3:23
2. „Saints and Sinners” - 4:09
3. „War and Peace” - 3:09
4. „Love-Hate-Sex-Pain” - 5:15
5. „What If?” - 6:35
6. „Devil’s Swing” - 3:30
7. „Good Day to Die” - 3:55
8. „Forever Shamed” - 3:23
9. „Shadow of a Soul” - 4:44
10. „The Oracle” (Instrumental) - 6:22
11. „Whiskey Hangover” - 3:47 (bonus)
12. „I Blame You” - 3:08 (bonus)
13. „The Departed” - 5:52 (iTunes bonus track)